# Resonancia límbica (Sense8)
Resonancia límbica hace referencia a la traducción al español del título del primer capítulo de la serie sense8 creada y dirigida por las hermanas Wachowski: Lana Wachowski y Lilly Wachowski. Producida y emitida por Netflix en 2015, este capítulo piloto fue emitido el 5 de junio de 2015 de mano de la conocida plataforma digital en varios países simultáneamente al igual que el resto de la temporada como caracteriza a las producciones de Netflix. La duración de este capítulo es de 01:07:08, lo cual le sitúa como el capítulo más largo de esta primera temporada.
La serie sense8 hace referencia a la historia de 8 personas tan diferentes como dispares repartidas por todo el mundo y conectadas a tavés de sus mentes compartiendo cualidades inimaginables para ellos. El capítulo siguiente, el segundo de la temporada, recibe el nombre de "Estamos unidos" en su traducción al español.
Gracias a las innumerables entrevistas de las hermanas Wachowski – especialmente de Lana –  ahora sabemos que la idea de Sense8 nació de una conversación entre ellas sobre la empatía y el ser humano en la Edad Contemporánea. Para lanzar el debate social que plantea la serie, se basaron en el concepto teórico de la Resonancia límbica, según el cual, la capacidad de compartir estados emocionales profundos se origina en el sistema límbico del cerebro.

## Sinopsis
La plataforma digital Netflix añade "Ocho extraños de distintas ciudades del mundo con las mismas experiencias a las que no se les encuentra una explicación lógica" como sinopsis de este primer capítulo.
Ante la inexplicable visión de una mujer que ninguno de los sensates habían visto anteriormente, 8 únicos y diferentes individuos rapartidos por todo el mundo empiezan a ver y oír cosas para las que ellos no tienen explicación.
Listado del reparto que aparece en el capítulo:
- Capheus interpretado por Aml Ameen.
- Sun Bak interpretado por Bae Doona.
- Nomi Marks interpretado por Clayton.
- Kala Dandekar interpretado por Tina Desai.
- Riley Blue interpretado por Tuppence Middleton.
- Wolfgang Bogdanow interpretado por Max Riemelt.
- Lito Rodríguez interpretado por Miguel Ángel Silvestre.
- Will Gorski interpretado por Brian J. Smith.
- Amanita interpretado por Freema Agyeman.
- Mr. Whispers interpretado por Terrence Mann.
- Sanyam Dandekar interpretado por Anupam Kher.
- Jonas Maliki interpretado por Naveen Andrews.

## Ficha técnica
- Directoras: Lana Wachowski y Lilly Wachowski (Hermanas Wachowski).
- Creado por: Lana Wachowski y Lilly Wachowski (Hermanas Wachowski) junto con J. Michael Straczynski.
- Producido por: Lana Wachowski y Lilly Wachowski (Hermanas Wachowski) junto con J. Michael Straczynski, Grant Hill, Tara Duncan y Leon Clarance entre otros.

- Música compuesta por: Johnny Klimek y Tom Tykwer.
- Director de fotografía: John Toll.
- Editado por: Joe Hobeck y Joseph Jett Sally.
- Casting por: Carmen Cuba.
- Diseño de producción: Hugh Bateup.
- Dirección de arte: Stephan O. Gessler y Nanci Nobllet.
- Diseño de producción: Doni McMillan.
- Diseño de vestimenta: Lindsay Pug.

## Crítica y valoración
La serie de Netflix sense8 estuvo nominada por la academia de ciencia ficción, fantasía y terror de USA en el año 2016.
Según el portal del sector, IMDb el capítulo "Resonancia límbica" tiene una valoración de 7,5 sobre 10 acumulando un total de 2.813 valoraciones de diferentes usuarios de esta plataforma, en comparación de un 8,4 sobre 10 puntuación de la que goza el conjunto de la serie con un total de 75.141 valoraciones.
En la plataforma digital Sensacine el primer capítulo de sense8 tiene una valoración de 3,5 sobre 5 incluyendo entre sus fuentes una crítica de carácter especializado.
Por otro lado, la crítica profesional no tuvo en tan alta estima la valoración como los propios usuarios. Sin embargo si que logró hacerse con un hueco en la estima de los seguidores del trabajo de las hermanas Wachoski. Destacando especialmente el carácter biográfico que las hermanos Wachowski han sabido transmitir a través de las historias de sus personajes en un estilo vanguardista más liberal. Esta es una de las características que La Vanguardia en su artículo "Ocho razones para ver sense8'" relaciona con la elección de una plataforma joven y moderna como Netflix para este tipo de contenido.
A grandes rasgos, la serie tuvo una gran acogida por el público a nivel mundial, y al poco paso del tiempo se convirtió en uno de los grandes referentes de la ciencia ficción en su año. Los aficionados de serie editaron un libro especial a modo de agenda activista. Fue titulado "AMOR VINCIT OMNIA" en honor al último capítulo de la serie 8, lanzado el 8 de junio de 2018.